# Hugh Foot, Lord Caradon
Hugh Mackintosh Foot, conegut com Lord Caradon,(8 d'octubre de 1907 - 5 de setembre de 1990). Va ser un administrador i diplomàtic colonial britànic que va dirigir les colònies britàniques cap a la independència. Va ser el representant permanent del Regne Unit davant les Nacions Unides i l'últim governador de Xipre britànic. Afiliat al Partit Laborista.

## Joventut i educació
Hugh Mackintosh Foot va néixer a Plymouth el 8 octobre 1907 . Va estudiar a Leighton Park School de Reading, Berkshire i va continuar estudiant al St John's College de Cambridge, on es va graduar amb una llicenciatura en arts el 1929. És president de la Cambridge Union i del Cambridge University Liberal Club. Els seus tres germans políticament actius, Dingle, John i Michael, es van educar a Oxford i es van convertir tots presidents de la Oxford Union Society.

## Carrera
La carrera d'Hugh Foot al servei diplomàtic va ser llarga i distingida. A la Mandat britànic de Palestina, fou comissari adjunt de districte per a la regió deNablus. Durant la Segona Guerra Mundial va ser administrador militar britànic de Cirenaica i secretari colonial de Xipre de 1943 a 1945. Després de la guerra va exercir com a secretari colonial de Jamaica, 1945–47, secretari en cap de Nigèria, 1947–50 i capità general i governador en cap de Jamaica el 1951, càrrec que va ocupar fins al 1957.
Va tornar a Xipre com l'últim governador colonial i comandant en cap de 1957 a 1960, quan Xipre va aconseguir la independència . El 1961 es va convertir en ambaixador britànic al Consell de Seguretat de les Nacions Unides. Després que el Partit Laborista guanyés les eleccions generals de 1964, Foot esdevingué Ministre d'Estat d'Afers Exteriors i Representant Permanent del Regne Unit davant les Nacions Unides de 1964 a 1970. Durant el seu mandat com a Representant Permanent, va ser admès al Consell Privat en els Honors d'Any Nou de 1968. Després de la seva jubilació, es va convertir en un investigador visitant a la Universitat Harvard i la Universitat de Princeton.
El 1964, Foot va rebre una noblesa vitalícia amb el títol de baró Caradon, de St Cleer al comtat de Cornualla, el títol referint-se a Caradon Hill a Bodmin Moor, no gaire lluny del castell de Trematon, que és la seva casa rural. En broma afirma estar feliç de desfer-se del cognom "Peu". És un maçó actiu.
Va ser nomenat Oficial de l'Orde de l'Imperi Britànic (OBE) en els honors d'Any Nou de 1939 i un company de l'Orde de Sant Miquel i Sant Jordi (CMG) en els honors d'aniversari de 1946. Va ser nomenat Cavaller Comandant de l'Orde de Sant Miquel i Sant Jordi (KCMG) als Honors d'Any Nou de 1951 i Cavaller Comandant de l'Orde Reial Victoriana (KCVO) el 27 novembre 1953 . En els honors de l'aniversari de 1957 va ser nomenat Cavaller Gran Creu de l'Orde de Sant Miquel i Sant Jordi (GCMG).

## Família
És un dels quatre fills del diputat liberal Isaac Foot, els seus tres germans són el polític Sir Dingle Foot, l'igual John Foot (Baron Foot) i el periodista i líder del Partit Laborista Michael Foot . « Estàvem orgullosos de ser inconformistes i caps rodons ", escriu Caradon sobre la seva família, « Oliver Cromwell és el nostre heroi i John Milton el nostre poeta » .
Foot es va casar amb Florence Sylvia Tod el 1936. Va morir abans de morír ell el 1985. Van tenir junts tres fills i una filla:
- Paul Mackintosh Foot (8 de novembre de 1937 – 18 de juliol de 2004), periodista.
- Sarah Dingle Foot (24 de setembre de 1939 – 28 de febrer de 2015), també periodista.[7]
- Oliver Foot (19 de setembre de 1946 - 6 de febrer de 2008), un treballador benèfic que dirigeix el projecte Orbis International[8]
- Benjamin Arthur Foot (nascut el 19 d'agost de 1949)

Lord Caradon va morir a Plymouth, als 82 anys, el 5 de setembre de 1990.